# 默兹河畔阿姆
默兹河畔阿姆（法語：Ham-sur-Meuse）是法国大东部大区阿登省的一个市镇，位于该省北部，默兹河谷当中，属于沙勒维尔-梅济耶尔区。该市镇2009年时的人口为238人。

## 人口
默兹河畔阿姆人口变化图示
| 数据来源：INSEE |